# My Proud Mountain
My Proud Mountain (Records) ist ein Independent-Label aus Hamburg-Sternschanze. Der musikalische Stil der Veröffentlichungen variiert und umfasst die Genres Doom Metal, Drone Doom, Industrial, Avantgarde, Elektronische Musik, Dark Ambient, Gothic Rock, Singer-Songwriter und Alternative Rock.

## Geschichte
Shrinebuilder veröffentlichte zusammen mit Ansgar Glade ihr Album Live in Europe 2010 unter der Katalog-Nummer AG-001LP (AG als Initialen für Ansgar Glade). So wurde die erste Veröffentlichung für das noch namenlose Musiklabel in 2011 geschaffen.
Durch Scott Kelly und Steve Von Till lernte Glade die Musik von Townes Van Zandt einen Vorläufer des Alternative Country der insgesamt 49 Alben und Kompilationen in seiner Karriere veröffentlichte und in den Augen vieler zu den größten US-amerikanischen Songwritern zählt. Townes Van Zandt verstarb am 1. Januar 1997 und erreichte zu Lebzeiten nie den Ruhm der ihm zusteht, so Glade. Daraufhin beschloss er ein Tributealbum zu veröffentlichen, um Townes Van Zandt neuen Menschen vorzustellen und somit das Werk dieses Ausnahmekünstlers zu verbreiten.
Am 12. Juni 2012 wurde das Album Songs of Townes Van Zandt auf dem nach einem Song von Van Zandt benannten Label My Proud Mountain unter der Katalognummer MPM 002 veröffentlicht. Je 3 Neuinterpretationen von Scott Kelly (Neurosis), Steve Von Till (Neurosis) und Scott „Wino“ Weinrich (Saint Vitus) sind darauf zu hören.
Das Album enthält folgende Songs von Townes Van Zandt:
| Track-Nr. | Titel                 | Künstler       | Länge |
| --------- | --------------------- | -------------- | ----- |
| 1         | If I Needed You       | Steve Von Till | 3:58  |
| 2         | St. John, the Gambler | Scott Kelly    | 4:43  |
| 3         | Black Crow Blues      | Steve Von Till | 3:21  |
| 4         | Lungs                 | Scott Kelly    | 3:20  |
| 5         | Rake                  | Wino           | 2:44  |
| 6         | Snake Song            | Steve Von Till | 3:35  |
| 7         | Nothing               | Wino           | 3:51  |
| 8         | Tecumseh Valley       | Scott Kelly    | 7:09  |
| 9         | A Song For            | Wino           | 4:25  |

Durch den Release und die darauf folgenden Reaktionen veröffentlichte MY Proud Mountain Records weiter Alben, wie zum Beispiel Scott Kelly and the Road Home - "The Forgiven Ghost in Me", Nate Hall - "A Great River", Amenra - Live II" und viele weitere.
In 2014 und zur Feier des 70. Geburtstags von Van Zandt wurde Songs of Townes Van Zandt Vol. II veröffentlicht. An dieser Veröffentlichung interpretierten John Baizley (Baroness). Nate Hall (US Christmas) und Mike Scheidt (YOB) die Werke von Van Zandt neu.
| Track-Nr. | Titel                       | Künstler                     | Länge |
| --------- | --------------------------- | ---------------------------- | ----- |
| 1         | To Live Is to Fly           | Mike Scheidt                 | 3:23  |
| 2         | Pancho & Lefty              | Nate Hall                    | 3:48  |
| 3         | St. John The Gambler        | John Baizley* & Katie Jones  | 3:35  |
| 4         | Rike                        | Mike Scheidt                 | 3:43  |
| 5         | Nate Hall & Stevie Floyd    | Waitin’ Around To Die        | 3:17  |
| 6         | John Baizley* & Katie Jones | For The Sake Of The Song     | 4:40  |
| 7         | Mike Scheidt                | Highway Kind                 | 2:18  |
| 8         | Our Mother The Mountain     | Nate Hall & Dorthia Cottrell | 3:34  |
| 9         | John Baizley* & Katie Jones | If I Needed You              | 3:43  |

## Veröffentlichungen
| Katalog-Nr. | Künstler                                                                      | Titel                             | Veröffentlichung |
| ----------- | ----------------------------------------------------------------------------- | --------------------------------- | ---------------- |
| AG 001      | Shrinebuilder                                                                 | Live                              | 2011             |
| MPM 002     | Scott Kelly / Steve Von Till / Wino                                           | Songs of Townes Van Zandt         | 12.07.2012       |
| MPM 003     | Nate Hall                                                                     | A Great River                     | 24.08.2012       |
| MPM 004     | Scott Kelly and the Road Home                                                 | The Forgiven Ghost in Me          | 31.08.2012       |
| MPM 005     | Scott Kelly / Steve Von Till / Wino                                           | Songs of Townes Van Zandt 10"     | 2013             |
| MPM 006     | John Baizley / Nate Hall / Mike Scheidt                                       | Songs of Townes Van Zandt Vol. II | 07.03.2014       |
| MPM 007     | Scott Kelly and the Road Home                                                 | Eternal                           | 21.03.2014       |
| MPM 008     | Amenra                                                                        | Live II                           | 01.05.2014       |
| MPM 009     | Mirrors for Psychic Warfare                                                   | The Oracles Hex                   | 22.04.2016       |
| MPM 010     | Corrections House                                                             | Last City Zero                    | 2015             |
| MPM 011     | Corrections House                                                             | Writing History in Advance        | 2016             |
| MPM 012     | Scott Kelly                                                                   | Spirit Bound Flesh                | 15.01.2016       |
| MPM 013     | Scott Kelly                                                                   | Push Me On to the Sun             | 15.01.2016       |
| MPM 014     | Sanford Parker                                                                | Lash Back                         | 27.05.2016       |
| MPM 015     | Tesa                                                                          | G H O S T                         | 05.08.2016       |
| MPM 016     | Bruce Lamont                                                                  | Broken Limbs Excite No Pity       | 23.03.2018       |
| MPM 017     | Scott Kelly & John Judkins                                                    | Live 7"                           | 19.01.2018       |
| MPM 018     | Peter Wolff                                                                   | Repeat                            | 23.02.2018       |
| MPM 019     | Peter Wolff                                                                   | Lone Series 1: Swarm              | 12.10.2018       |
| MPM 020     | Scott Kelly / Steve Von Till / Wino / John Baizley / Nate Hall / Mike Scheidt | Songs of Townes Van Zandt Boxset  | 2015             |
| MPM 021     | Peter Wolff                                                                   | Breath                            | 19.04.2019       |
| MPM 022     | Tesa                                                                          | Control                           | 29.05.2020       |